# Eleição municipal de Porto Alegre em 2016
A eleição municipal da cidade de Porto Alegre em 2016 para eleger um prefeito, um vice-prefeito e 36 vereadores ocorreu nos dias 2 de outubro, primeiro domingo do mês, e 30 de outubro, último domingo. O prefeito José Fortunati, do Partido Democrático Trabalhista, estava constitucionalmente impedido de concorrer a uma segunda reeleição, visto que exerceu seu primeiro mandato a partir de abril de 2010. Os mandatos dos candidatos eleitos nesta eleição durará entre 1º de janeiro de 2017 a 1º de janeiro de 2021.
A propaganda eleitoral gratuita em Porto Alegre foi exibida entre 26 de agosto e 29 de setembro. Como não houve candidato atingindo o percentual necessário na eleição de 2 de outubro houve segundo turno e a propaganda eleitoral gratuita voltou a ser exibida entre 15 de outubro e 28 de outubro.
Em 30 de outubro ocorreu nova votação, na qual Nelson Marchezan Júnior (PSDB) foi eleito com 402.165 votos (60,5% dos votos válidos) contra 262.601 votos (39,5%) de Sebastião Melo (PMDB).

## Contexto
Porto Alegre é a capital e a cidade mais populosa do Estado do Rio Grande do Sul, localizado no Brasil. Com uma população estimada em 1,4 milhão de habitantes pelo Instituto Brasileiro de Geografia e Estatística em 2015, a cidade possuía 1.098.500 eleitores em 2016, o que lhe garantiu 37 vereadores na Câmara Municipal.
O prefeito José Fortunati, do Partido Democrático Trabalhista, não pôde concorrer a reeleição devido a Emenda Constitucional de Número 16, de 1997, que permite apenas uma reeleição consecutiva a detentores de cargos do Poder Executivo. Fortunati, que assumiu o governo após a renúncia de José Fogaça em 2010, foi reeleito em 2012 com 65,22% dos votos. De acordo com um levantamento do instituto Paraná Pesquisas em dezembro de 2015, o prefeito possuía uma aprovação positiva de 53,9% dos eleitores, enquanto que 42,6% desaprovavam sua gestão.
Em 2016, a cidade elegeu o seu 47º prefeito. O grupo político ligado a Fogaça e Fortunati se manteve no poder por doze anos, desde 2005, cuja gestão foi apelidada jocosamente de "Fo-Fo". Anteriormente, o Partido dos Trabalhadores governou a cidade de maneira contínua entre 1989 e 2005. Mais recentemente, nas eleições gerais de 2014, o senador Aécio Neves (PSDB) recebeu 53,93% dos votos na eleição presidencial entre os eleitores porto-alegrenses, enquanto que José Ivo Sartori (PMDB) obteve 58,16% na disputa pelo governo estadual.
As convenções partidárias para a escolha dos candidatos ocorreram entre 20 de julho e 5 de agosto.

## Regras
No decorrer do ano de 2015, o Congresso Nacional aprovou uma reforma política, que fez consideráveis alterações na legislação eleitoral. O período oficial das campanhas eleitorais foi reduzido para 45 dias, com início em 16 de agosto, o que configurou em uma diminuição pela metade do tempo vigente até 2012. O horário político também foi reduzido, passando de 45 para 35 dias, com início em 26 de agosto. As empresas passaram a ser proibidas de financiarem campanhas, o que só poderá ser feito por pessoas físicas.
A Constituição estabeleceu uma série de requisitos para os candidatos a cargos públicos eletivos. Entre eles está a idade mínima de 21 anos para candidatos ao Executivo e 18 anos ao Legislativo, nacionalidade brasileira, pleno exercício dos direitos políticos, pelo menos um ano de domicílio eleitoral na cidade onde pretende candidatar-se, alfabetização e filiação partidária até o dia 2 de abril de 2016.

## Pré-candidaturas

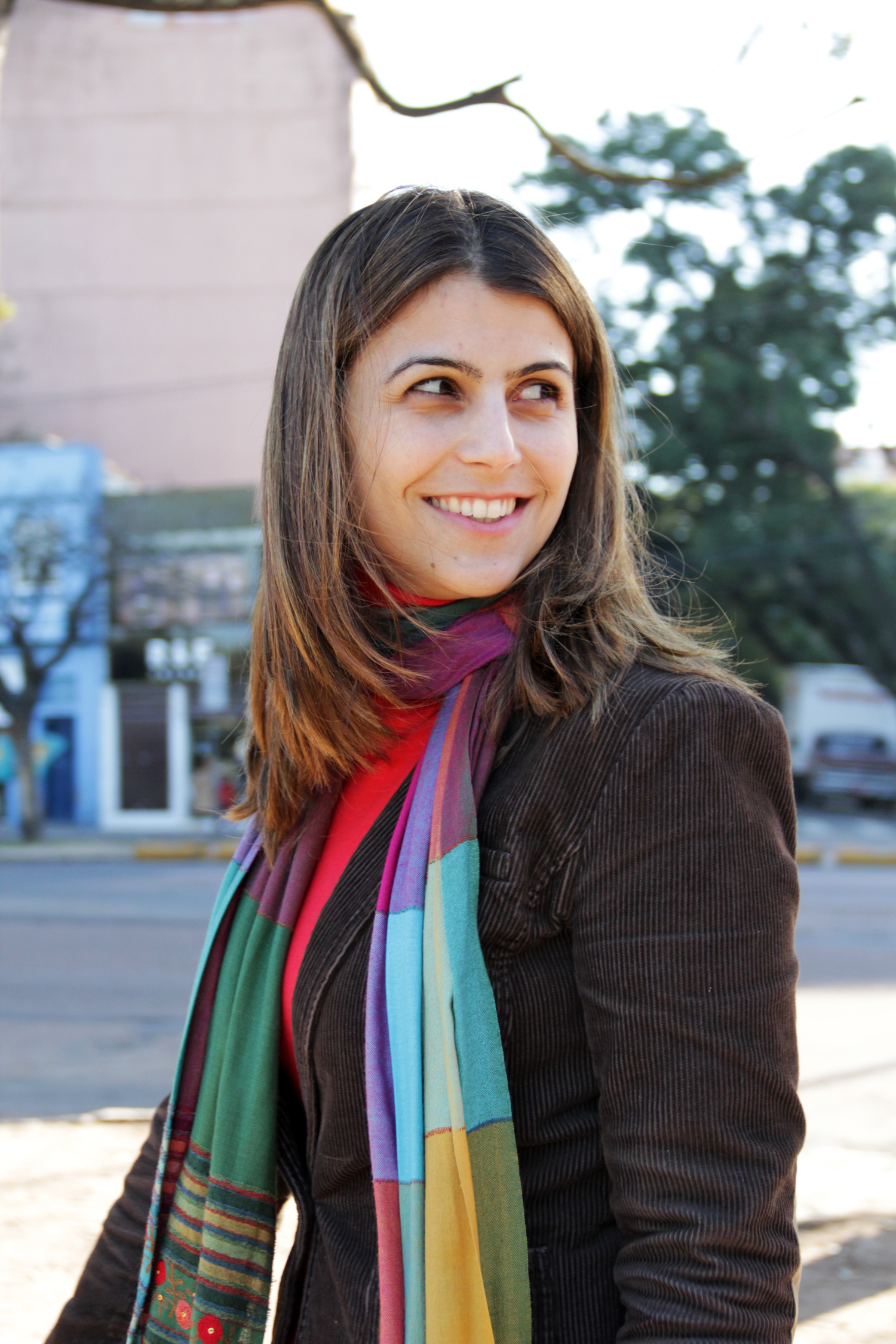
A deputada estadual Manuela d'Ávila (na foto) liderou as primeiras pesquisas eleitorais, mas não quis candidatar-se pela terceira vez consecutiva ao executivo porto-alegrense.

A deputada estadual Manuela d'Ávila, do Partido Comunista do Brasil, liderou as pesquisas eleitorais no período da pré-campanha. Ela havia chegado a terceira colocação na eleição municipal para prefeita em 2008 e a segunda em 2012. Nas eleições de 2014, Manuela foi eleita deputada estadual com a maior votação no Estado e na cidade. No entanto, em fevereiro de 2016, alegando que desejava cuidar de sua filha bebê, ela anunciou que não seria novamente candidata ao executivo.
Até outubro de 2015, o PT possuía três potenciais candidatos: Raul Pont, prefeito entre 1997 e 2001, e os deputados federais Henrique Fontana e Maria do Rosário. Para a eleição municipal de 2016, os petistas buscaram o apoio dos partidos alinhados com a esquerda e contrários ao impeachment de Dilma Rousseff. Em 19 de maio, o diretório municipal petista escolheu Pont para concorrer à prefeitura; em 2013, alegando desilusão com o sistema eleitoral, Pont anunciou que não pretendia candidatar-se novamente a nenhum cargo, desistindo de concorrer a reeleição como deputado estadual em 2014. O PT acabou oficializando uma coligação com o PCdoB, seu aliado histórico, o que não ocorria desde 2004. Os comunistas escolheram como candidata a vice de Pont a professora Silvana Conti.
Em fevereiro de 2016, a ex-deputada federal Luciana Genro anunciou que seria candidata pelo Partido Socialismo e Liberdade ao governo de Porto Alegre. Posteriormente, o PSOL anunciou que tentaria formar uma frente de esquerda para apoiar Luciana, que poderia contar com a participação do Partido Pátria Livre, Partido Comunista Brasileiro e Partido Socialista dos Trabalhadores Unificado. O Polo Comunista Luiz Carlos Prestes (PCLCP), embora não tenha registro eleitoral, divulgou apoiar essa candidatura.
O vice-prefeito Sebastião Melo, do Partido do Movimento Democrático Brasileiro, era considerado um candidato à sucessão de Fortunati desde dezembro de 2012. No início de 2016, ele já era o nome definido pelo PMDB para a eleição de outubro. No final de julho, a coligação de apoio a Melo chegou a mais de dez partidos, superando numericamente a que apoiou Fortunati em 2012.
A candidatura do deputado federal Onyx Lorenzoni para prefeito era uma prioridade para o Democratas nacional. Lorenzoni admitiu em julho de 2015 que poderia ser candidato. Em maio de 2016, ele recebeu o apoio do Solidariedade. Entretanto, Lorenzoni desistiu de sua candidatura no início de julho. O DEM decidiu, então, apoiar Melo. De acordo com a Rádio Guaíba, o principal objetivo de Lorenzoni é concorrer ao governo do Estado em 2018.
O Partido Trabalhista Brasileiro oficializou o deputado estadual Maurício Dziedricki como seu candidato. Os petebistas não apresentavam candidatura própria há duas décadas. A última candidatura do PTB ao Paço de Porto Alegre havia sido em 1996 com Valdir Fraga, que também foi candidato em 1992. O partido contribuiu com a vitória de Fogaça em 2004, quando encerrou o ciclo petista no governo, e permaneceu unido ao grupo de apoio a Fogaça e Fortunati até 2012. Dziedricki também recebeu o apoio do Partido da República, Solidariedade, Partido Social Cristão, dentre outros.

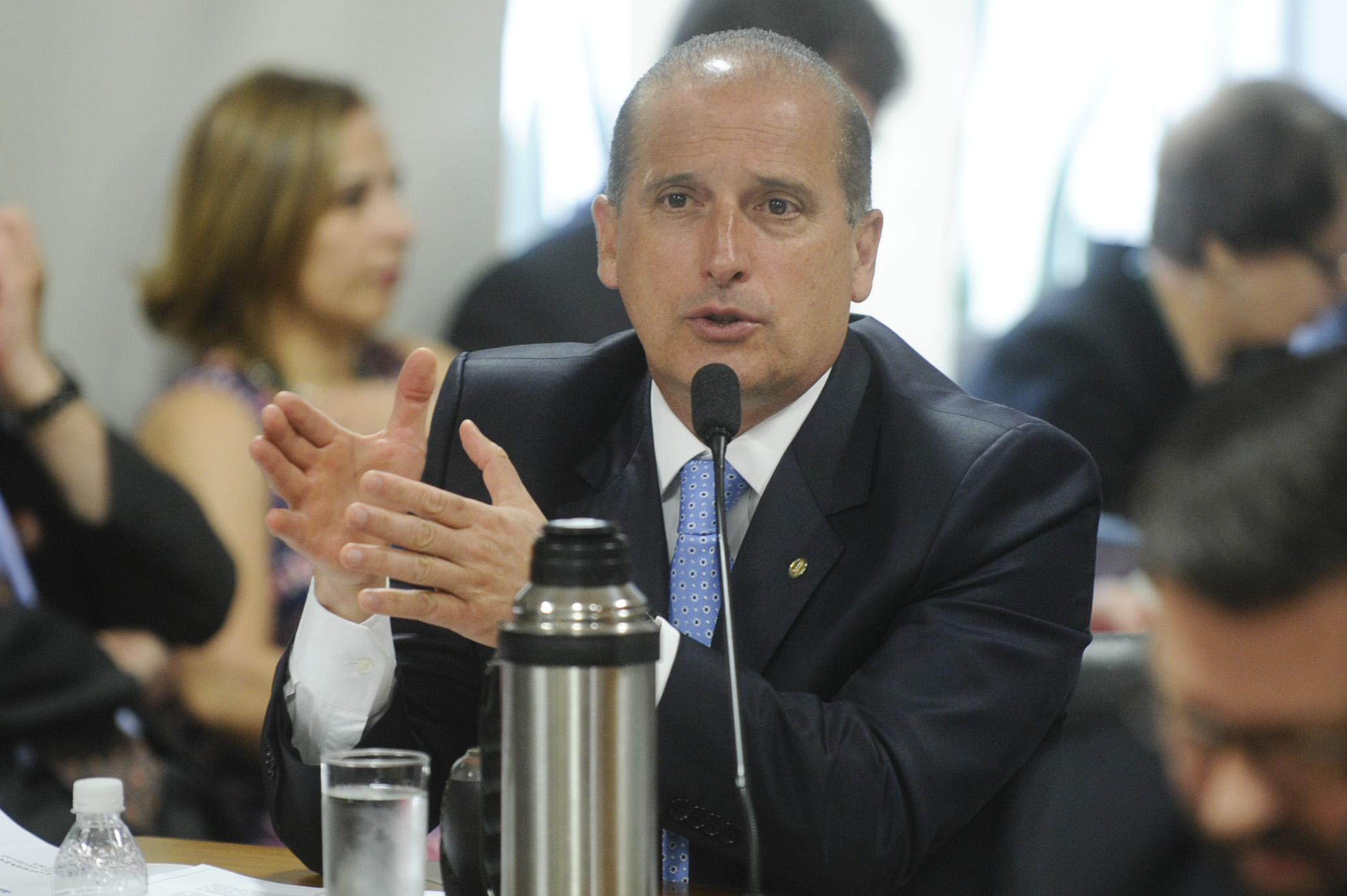
O deputado federal Onyx Lorenzoni desistiu de sua candidatura em julho de 2016.

Entre os tucanos, o deputado federal Nelson Marchezan Júnior e a ex-governadora Yeda Crusius foram cogitados como candidatos. No início de setembro de 2015, Yeda foi anunciada como candidata por seu grupo político, o PSDB Para Todos. Além de pedirem  que Yeda fosse candidata, o grupo também criticou decisões internas tomadas por Marchezan, presidente estadual do partido, e solicitou a realização de uma convenção para a definição do candidato tucano. Marchezan tornou-se presidente do partido após uma intervenção do diretório nacional. Em novembro de 2015, Marchezan declarou que recebeu a orientação de Aécio para concorrer à prefeitura. Marchezan teve sua candidatura a prefeito oficializada pelo PSDB em 4 de agosto de 2016.
O Partido Democrático Trabalhista estava indeciso entre lançar uma candidatura própria e apoiar Melo. O secretário estadual de Educação, Vieira da Cunha, almejava representar o partido na eleição majoritária. Vieira desistiu de sua candidatura em 29 de julho de 2016 por não ter conseguido partidos aliados, o que em sua opinião tornaria sua candidatura inviável. Com isso, o PDT coligou-se com Melo, bem como teve o direito de escolher seu vice. Primeiramente, em 3 de agosto, os pedetistas escolheram o vereador Mauro Zacher como companheiro de chapa de Melo. Entretanto, dois dias depois, a executiva nacional do PDT interveio na disputa municipal e trocou Zacher pela deputada estadual Juliana Brizola. Melo, então, aceitou Brizola, dizendo que a escolha de seu vice era uma questão a ser decidida pelo PDT. A escolha de Juliana foi feita pelo presidente Nacional do PDT, Carlos Lupi, que o fez em virtude do PMDB expressar preocupações quanto a Zacher por ele ser réu na Justiça.
No Partido Progressista, o vereador Kevin Krieger, o deputado estadual Marcel van Hattem e o ex-deputado estadual Cassiá Carpes foram apontados como possíveis candidatos. Os progressistas desistiram de apresentar candidatura própria e passaram a considerar uma coligação com Melo, Dziedricki e Marchezan Júnior. Além destes três candidatos, o PP também debateu uma potencial coligação com Onyx Lorenzoni e Vieira da Cunha. Em 1º de agosto, a votação criada pelo diretório municipal para definir o rumo da sigla terminou empatada, com 53 votos em favor de Melo e 53 para Marchezan. Dois dias depois, para evitar uma crise interna, a agremiação decidiu por aclamação apoiar Marchezan, e indicou Gustavo Paim como companheiro de chapa do tucano.
Sem alianças, o Partido Social Liberal escolheu o advogado Fábio Ostermann para postular o executivo. Ostermann é uma das lideranças do Movimento Brasil Livre e participou ativamente dos protestos pelo impeachment de Dilma. Outros partidos menores também apresentaram candidatura: João Carlos Rodrigues, pelo Partido da Mobilização Nacional, e Marcello Chiodo, pelo Partido Verde. O PV, contudo, no dia 5 de agosto anunciou que não teria mais candidato próprio, passando a apoiar Marchezan.
O PSTU estava dividido entre duas alternativas: ou apoiar Luciana Genro ou lançar candidato próprio. Em 5 de agosto optou por lançar Júlio Flores como candidato, com Vera Rosane como vice.

## Morte durante campanha
Em 17 de outubro de 2016, o coordenador-executivo da campanha de Sebastião Melo, Plínio Zalewski, foi encontrado morto na tarde desta segunda-feira, na sede do partido, no Centro Histórico de Porto Alegre. Era um dos principais articuladores da campanha do então vice-prefeito. Sobre a morte de Zalewski, Melo afirmou:
Sua memória nunca será esquecida. Nunca teve uma pessoa que quisesse tanto que eu fosse candidato, como ele. Lamento profundamente, porque a política para mim sempre foi paz. E eu vou continuar nesse caminho
Foi enterrado no dia seguinte. A principal hipótese era suicídio com arma branca. No local da morte, foi encontrado um bilhete em tom de despedida.

## Candidatos

### Primeiro turno
Concorreram 9 (nove) candidatos, tendo a propaganda eleitoral iniciado no dia 26 de agosto:
| Candidato a prefeito | Candidato a prefeito           | Candidato a vice                | Número eleitoral | Coligação | Tempo de horário eleitoral |
| -------------------- | ------------------------------ | ------------------------------- | ---------------- | --- | -------------------------- |
|                      | Fábio Ostermann (PSL)          | Alexis Oleksiuk Efremides (PSL) | 17               | | 7s                         |
|                      | João Carlos Rodrigues (PMN)    | Rafael Gusmão (PMN)             | 33               | | 10s                        |
|                      | Júlio Flores (PSTU)            | Vera Rosane de Oliveira (PSTU)  | 16               | | 6s                         |
|                      | Luciana Genro (PSOL)           | Pedro Ruas (PSOL)               | 50               | É a Vez da Mudança Partidos - PSOL, PCB e PPL                                                                     | 12s                        |
|                      | Marcelo Chiodo (PV)            | Eduardo Bochi (PV)              | 43               | | 15s                        |
|                      | Maurício Dziedricki (PTB)      | Arlindo Bonete Pereira (PR)     | 14               | Novas Ideias Partidos - PTB, PR, PSC, PTdoB, PRP e SD                                                             | 1min51s                    |
|                      | Nelson Marchezan Júnior (PSDB) | Gustavo Bohrer Paim (PP)        | 45               | Porto Alegre pra frente Partidos - PSDB, PP, PMB, PTC e PV                                                        | 1min54s                    |
|                      | Raul Pont (PT)                 | Silvana Brazeiro Conti (PCdoB)  | 13               | Porto Alegre Democrática Partidos - PT e PCdoB                                                                    | 1min30s                    |
|                      | Sebastião Melo (PMDB)          | Juliana Brizola (PDT)           | 15               | Abraçando Porto Alegre Partidos - PMDB, PDT, PSD, PSB, DEM, PRB, PPS, PROS, PTN, REDE, PSDC, PHS, PRTB, PEN e PMN | 3min50s                    |

### Segundo turno
Em 2 de outubro foi realizada a votação em primeiro turno. Como Porto Alegre tem mais de 200 mil eleitores, segundo a lei eleitoral em vigor é adotado o sistema de dois turnos, que é iniciado caso o candidato mais votado receber menos de 50% +1 dos votos.
| Candidato a prefeito | Candidato a prefeito           | Candidato a vice         | Número eleitoral | Coligação | Votos no 1º turno | Percentual | Tempo de horário eleitoral |
| -------------------- | ------------------------------ | ------------------------ | ---------------- | --- | ----------------- | ---------- | -------------------------- |
|                      | Nelson Marchezan Júnior (PSDB) | Gustavo Bohrer Paim (PP) | 45               | Porto Alegre pra frente Partidos - PSDB, PP, PMB, PTC e PV                                                        | 213.646           | 29,84%     |                            |
|                      | Sebastião Melo (PMDB)          | Juliana Brizola (PDT)    | 15               | Abraçando Porto Alegre Partidos - PMDB, PDT, PSD, PSB, DEM, PRB, PPS, PROS, PTN, REDE, PSDC, PHS, PRTB, PEN e PMN | 185.655           | 25,93%     |                            |

## Pesquisas

### Pré-candidatos
| Data                    | 4 de maio de 2015 | 22 de outubro de 2015 | 22 de outubro de 2015 | 22 de outubro de 2015 | 15 de julho de 2016 |
| Instituto               | Paraná Pesquisas  | Methodus              | Methodus              | Methodus              | Methodus            |
| Fonte                   | [ 71 ]            | 1                     | 2                     | 3                     | [ 73 ]              |
| ----------------------- | ----------------- | --------------------- | --------------------- | --------------------- | ------------------- |
| Luciana Genro (PSOL)    | 11,4%             | 14,5%                 | 19,0%                 | 19,8%                 | 20,8%               |
| Raul Pont (PT)          |                   |                       |                       | 9,0%                  | 14,5%               |
| Sebastião Melo (PMDB)   | 3,9%              | 8,1%                  | 8,5%                  | 8,2%                  | 13,7%               |
| Vieira da Cunha (PDT)   | 8,9%              | 10,2%                 | 12,7%                 | 12,9%                 | 11,0%               |
| Marchezan Júnior (PSDB) | 2,3%              | 6,5%                  | 6,8%                  | 7,3%                  | 6,5%                |
| Beto Albuquerque (PSB)  |                   | 7,8%                  | 9,3%                  | 9,5%                  |                     |
| Maria do Rosário (PT)   | 8,8%              |                       | 10,1%                 |                       |                     |
| Manuela d'Ávila (PCdoB) | 19,4%             | 23,9%                 |                       |                       |                     |
| Onyx Lorenzoni (DEM)    | 8,4%              |                       |                       |                       |                     |
| Outros                  | 16,5%             | —                     | —                     | —                     | 3,3%                |
| Brancos ou Nulos        | 13,2%             | 17,1%                 | 19,1%                 | 18,5%                 | 15,3%               |
| Indecisos               | 9,5%              | 11,9%                 | 14,5%                 | 14,8%                 | 14,8%               |
| Margem de erro          | —                 | —                     | —                     | —                     | 4,0%                |

### 1º Turno
| Data                      | 22 de agosto de 2016 | 7 de setembro de 2016 | 9 de setembro de 2016 | 19 de setembro de 2016 | 23 de setembro de 2016 | 26 de setembro de 2016 | 30 de setembro de 2016 |
| Instituto                 | IBOPE                | Methodus              | IBOPE                 | Methodus               | IBOPE                  | Bureau                 | IBOPE                  |
| Fonte                     | [ 74 ]               | [ 75 ]                | [ 76 ]                | [ 77 ]                 | [ 78 ]                 | [ 79 ]                 | [ 80 ]                 |
| ------------------------- | -------------------- | --------------------- | --------------------- | ---------------------- | ---------------------- | ---------------------- | ---------------------- |
| Sebastião Melo (PMDB)     | 10%                  | 17,2%                 | 22%                   | 21,0%                  | 29%                    | 23,3%                  | 26%                    |
| Marchezan Júnior (PSDB)   | 12%                  | 13,4%                 | 17%                   | 13,7%                  | 17%                    | 14,6%                  | 18%                    |
| Raul Pont (PT)            | 18%                  | 17,4%                 | 19%                   | 11,8%                  | 17%                    | 12,4%                  | 16%                    |
| Luciana Genro (PSOL)      | 23%                  | 19,0%                 | 17%                   | 11,5%                  | 12%                    | 9,6%                   | 12%                    |
| Maurício Dziedricki (PTB) | 3%                   | 4,2%                  | 4%                    | 5,0%                   | 7%                     | 6,8%                   | 9%                     |
| Fábio Ostermann (PSL)     | 1%                   | 0,7%                  | 2%                    | 0,6%                   | 1%                     | 1,0%                   | 0%                     |
| Júlio Flores (PSTU)       | 3%                   | 0,5%                  | 1%                    | 0,5%                   | 1%                     | 0,6%                   | 1%                     |
| Marcelo Chiodo (PV)       | 2%                   | 0,3%                  | 1%                    | 0,1%                   | 1%                     | 0,6%                   | 1%                     |
| João Rodrigues (PMN)      | 3%                   | 0,5%                  | 1%                    | 0,1%                   | 0%                     | 0,2%                   | 1%                     |
| Brancos ou Nulos          | 15%                  | 12,9%                 | 10%                   | 16,7%                  | 11%                    | 13,9%                  | 11%                    |
| Indecisos                 | 10%                  | 14,0%                 | 6%                    | 19%                    | 4%                     | 17,0%                  | 5%                     |
| Margem de erro            | 4%                   | 4,9%                  | 4%                    | 3,1%                   | 3%                     | 3,5%                   | 3%                     |

## Debates entre os candidatos
O primeiro debate foi realizado pela Rádio Gaúcha no dia 16 de agosto e contou com a presença de Fábio Ostermann (PSL), João Carlos Rodrigues (PMN), Julio Flores (PSTU), Luciana Genro (PSOL), Marchezan Jr. (PSDB), Maurício Dziedrick (PTB), Raul Pont (PT) e Sebastião Melo (PMDB). Marcelo Chiodo, do PV, obteve uma liminar e registrou a sua candidatura. Como as regras do debate já estavam acertadas, o candidato participou de uma entrevista no Gaúcha Atualidade, na quarta-feira, um dia após o debate.
No dia 28 de agosto ocorreu o primeiro debate feito com candidatos em um espaço público. Participaram os três principais candidatos à prefeitura, Luciana Genro (PSOL), Raul Pont (PT) e Sebastião Melo (PMDB),  de uma roda de conversa na feira cultural de rua Me Gusta, realizada na Praça Garibaldi pela revista cultural J'Adore, onde falaram de suas propostas para assuntos como utilização de espaços públicos, segurança, mobilidade e meio ambiente.

## Debates
Foram realizados seis debates televisivos e outros que não foram transmitidos pela TV. Os principais debates foram o da Rádio Guaíba e Correio do Povo (27 de julho), TV Bandeirantes Rio Grande do Sul (3 de agosto), TV Record RS (1º de outubro) e RBS TV (4 de outubro).

### 1º Turno
| Data                   | Organizadores                  | Mediador                                 | Marchezan Júnior (PSDB) | Júlio Flores (PSTU) | Fábio Ostermann (PSL) | Maurício Dziedricki (PTB) | Sebastião Melo (PMDB) | João Rodrigues (PMN) | Marcelo Chiodo (PV) | Luciana Genro (PSOL) | Raul Pont (PT) |
| ---------------------- | ------------------------------ | ---------------------------------------- | ----------------------- | ------------------- | --------------------- | ------------------------- | --------------------- | -------------------- | ------------------- | -------------------- | -------------- |
| 11 de agosto de 2016   | Rádio Gaúcha                   | Daniel Scola e Rosane de Oliveira        | Presente                | Presente            | Presente              | Presente                  | Presente              | Presente             | Presente            | Presente             | Presente       |
| 13 de setembro de 2016 | Rádio Guaíba e Correio do Povo | Juremir Machado da Silva e Taline Oppitz | Presente                | Presente            | Presente              | Presente                  | Presente              | Presente             | Presente            | Presente             | Presente       |
| 8 de setembro de 2016  | Band RS                        | Oziris Marins                            | Presente                | Não convidadoa      | Não convidado         | Presente                  | Presente              | Não convidado        | Não convidado       | Presente             | Presente       |
| 25 de setembro de 2016 | TV Record RS                   | André Haar                               | Presente                | Não convidadoa      | Não convidado         | Presente                  | Presente              | Não convidado        | Não convidado       | Presente             | Presente       |
| 29 de setembro de 2016 | RBS TV                         | Elói Zorzeto                             | Presente                | Não convidadoa      | Não convidado         | Presente                  | Presente              | Não convidado        | Não convidado       | Presente             | Presente       |

a  - Por pertencer a um partido sem representação na Câmara Federal, Júlio Flores (PSTU) não foi convidado.

### 2º Turno
| Data                  | Organizadores                  | Mediador                                 | Marchezan Júnior (PSDB) | Sebastião Melo (PMDB) |
| --------------------- | ------------------------------ | ---------------------------------------- | ----------------------- | --------------------- |
| 5 de outubro de 2016  | Rádio Gaúcha                   | Daniel Scola e Rosane de Oliveira        | Presente                | Presente              |
| 8 de outubro de 2016  | Band RS                        | Oziris Marins                            | Presente                | Presente              |
| 20 de outubro de 2016 | Rádio Guaíba e Correio do Povo | Juremir Machado da Silva e Taline Oppitz | Presente                | Presente              |
| 21 de outubro de 2016 | SBT RS, UOL, Folha             | Marcelo Coelho                           | Presente                | Presente              |
| 23 de outubro de 2016 | TV Record RS                   | André Haar                               | Presente                | Presente              |
| 29 de outubro de 2016 | RBS TV Porto Alegre            | Elói Zorzeto                             | Presente                | Presente              |

## Resultados

### Prefeito
| Candidato(a)              | Vice                   | 1º turno 2 de outubro de 2016 | 1º turno 2 de outubro de 2016 | 2º turno 30 de outubro de 2016 | 2º turno 30 de outubro de 2016 |
| Candidato(a)              | Vice                   | Total                         | Percentagem                   | Total                          | Percentagem                    |
| ------------------------- | ---------------------- | ----------------------------- | ----------------------------- | ------------------------------ | ------------------------------ |
| Nelson Marchezan (PSDB)   | Gustavo Paim (PP)      | 213.646                       | 29,84%                        | 402.165                        | 60,50%                         |
| Sebastião Melo (PMDB)     | Juliana Brizola (PDT)  | 185.655                       | 25,93%                        | 262.601                        | 39,50%                         |
| Raul Pont (PT)            | Silvana Conti (PCdoB)  | 117.225                       | 16,37%                        | Não participaram               | Não participaram               |
| Maurício Dziedricki (PTB) | Arlindo Bonete (PR)    | 97.939                        | 13,68%                        | Não participaram               | Não participaram               |
| Luciana Genro (PSOL)      | Pedro Ruas (PSOL)      | 86.352                        | 12,06%                        | Não participaram               | Não participaram               |
| Fábio Ostermann (PSL)     | Alexis Efremides (PSL) | 7.054                         | 0,99%                         | Não participaram               | Não participaram               |
| Marcelo Chiodo (PV)       | Eduardo Bochi (PV)     | 4.327                         | 0,60%                         | Não participaram               | Não participaram               |
| Júlio Flores (PSTU)       | Vera Rosane (PSTU)     | 2.554                         | 0,36%                         | Não participaram               | Não participaram               |
| João Rodrigues (PMN)      | Rafael Gusmão (PMN)    | 1.230                         | 0,17%                         | Não participaram               | Não participaram               |
| Total de votos válidos    | Total de votos válidos | 715.982                       | 84,11%                        | 664.766                        | 80,97%                         |
| → Votos em branco         | → Votos em branco      | 59.698                        | 7,01%                         | 46.537                         | 5,67%                          |
| → Votos nulos             | → Votos nulos          | 75.597                        | 8,88%                         | 109.693                        | 13,36%                         |
| Total                     | Total                  | 851.277                       | 77,49%                        | 820.996                        | 74,74%                         |
| Abstenções                | Abstenções             | 247.223                       | 22,51%                        | 277.521                        | 25,26%                         |
| Total de inscritos        | Total de inscritos     | 1.098.500                     | 100%                          | 1.098.500                      | 100%                           |

### Câmara de Vereadores

#### Partidos com representantes eleitos
| Partido | Partido                                            | Votos populares | Votos populares | Votos populares | Vagas   | Vagas |
| Partido | Partido                                            | Votos           | %               | ±               | Eleitos | ±     |
| ------- | -------------------------------------------------- | --------------- | --------------- | --------------- | ------- | ----- |
|         | Partido do Movimento Democrático Brasileiro (PMDB) | 86.490          | 12,55%          | +2,19%          | 5       | +1    |
|         | Partido dos Trabalhadores (PT)                     | 72.019          | 10,45%          | −1,32%          | 4       | −1    |
|         | Partido Trabalhista Brasileiro (PTB)               | 69.424          | 10,07%          | −1,42%          | 4       | 0     |
|         | Partido Socialismo e Liberdade (PSOL)              | 59.478          | 8,63%           | +2,42%          | 3       | +1    |
|         | Partido Progressista (PP)                          | 56.988          | 8,27%           | +1,57%          | 4       | +1    |
|         | Partido Democrático Trabalhista (PDT)              | 49.423          | 7,17%           | −11,61%         | 3       | −4    |
|         | Partido Socialista Brasileiro (PSB)                | 45.436          | 6,59%           | −0,58%          | 2       | 0     |
|         | Partido da Social Democracia Brasileira (PSDB)     | 31.930          | 4,63%           | +0,88%          | 1       | 0     |
|         | Partido Novo (NOVO)                                | 29.942          | 4,35%           | +4,35%          | 1       | +1    |
|         | Democratas (DEM)                                   | 28.693          | 4,16%           | +1,65%          | 2       | +1    |
|         | Solidariedade (SD)                                 | 20.478          | 2,97%           | +2,97%          | 1       | +1    |
|         | Partido Republicano Brasileiro (PRB)               | 19.170          | 2,78%           | −0,06%          | 2       | 0     |
|         | Partido Social Democrático (PSD)                   | 16.896          | 2,45%           | +0,47%          | 1       | −1    |
|         | Rede Sustentabilidade (REDE)                       | 15.601          | 2,26%           | +2,26%          | 1       | +1    |
|         | Partido da República (PR)                          | 14.371          | 2,09%           | +1,28%          | 1       | +1    |
|         | Partido Republicano da Ordem Social (PROS)         | 3.867           | 0,56%           | +0,56%          | 1       | +1    |

#### Candidatos eleitos
| Partido | Partido | Candidato | Candidato                    | Votos populares | Votos populares |
| Partido | Partido | Número    | Nome                         | Votos           | %               |
| ------- | ------- | --------- | ---------------------------- | --------------- | --------------- |
|         | PSOL    | 50500     | Fernanda Melchionna          | 14.630          | 2,12%           |
|         | PDT     | 12180     | Mauro Zacher                 | 13.551          | 1,97%           |
|         | DEM     | 25555     | Dr. Thiago                   | 12.669          | 1,84%           |
|         | PR      | 22222     | Rodrigo Maroni               | 11.770          | 1,71%           |
|         | NOVO    | 30500     | Felipe Camozzato             | 10.488          | 1,52%           |
|         | PTB     | 14777     | Elizandro Sabino             | 9.845           | 1,43%           |
|         | PT      | 13113     | Sofia Cavedon                | 9.670           | 1,40%           |
|         | PMDB    | 15200     | Valter Nagelstein            | 9.300           | 1,35%           |
|         | PSOL    | 50000     | Roberto Robaina              | 8.354           | 1,21%           |
|         | PRB     | 10700     | José Freitas                 | 7.728           | 1,12%           |
|         | PRB     | 10300     | Alvoni Medina                | 7.712           | 1,12%           |
|         | PT      | 13123     | Marcelo Sgarbossa            | 7.585           | 1,10%           |
|         | PP      | 11123     | Mônica Leal                  | 7.254           | 1,05%           |
|         | PSD     | 55007     | Tarciso Flecha Negra         | 7.106           | 1,03%           |
|         | PMDB    | 15300     | André Carús                  | 6.882           | 1,00%           |
|         | PDT     | 12345     | Márcio Bins Ely              | 6.858           | 1,00%           |
|         | PMDB    | 15190     | Comandante Nádia             | 6.809           | 0,99%           |
|         | PMDB    | 15000     | Mendes Ribeiro               | 6.691           | 0,97%           |
|         | PMDB    | 15500     | Idenir Cecchim               | 6.342           | 0,92%           |
|         | PP      | 11022     | Ricardo Gomes                | 5.822           | 0,84%           |
|         | PP      | 11633     | João Carlos Nedel            | 5.346           | 0,78%           |
|         | SD      | 77011     | Cláudio Janta                | 5.288           | 0,77%           |
|         | PSB     | 40540     | Airto Ferronato              | 5.125           | 0,74%           |
|         | PTB     | 14014     | Dr. Goulart                  | 4.995           | 0,72%           |
|         | PDT     | 12123     | João Bosco Vaz               | 4.993           | 0,72%           |
|         | REDE    | 18007     | Mauro Pinheiro               | 4.984           | 0,72%           |
|         | PP      | 11077     | Cassiá Carpes                | 4.963           | 0,72%           |
|         | PTB     | 14122     | Paulo Brum                   | 4.850           | 0,70%           |
|         | PSDB    | 45678     | Ramiro Rosário               | 4.676           | 0,68%           |
|         | PTB     | 14112     | Luciano Marcantônio          | 4.397           | 0,64%           |
|         | DEM     | 25625     | Reginaldo Pujol              | 3.772           | 0,55%           |
|         | PSOL    | 50005     | Prof Alex Fraga              | 3.710           | 0,54%           |
|         | PSB     | 40000     | Paulinho Motorista           | 3.691           | 0,54%           |
|         | PT      | 13580     | Aldacir Oliboni              | 3.569           | 0,52%           |
|         | PT      | 13601     | Adeli Medina                 | 3.387           | 0,49%           |
|         | PROS    | 90123     | Professor Wambert di Lorenzo | 2.906           | 0,42%           |

#### Partidos Não-eleitos com Candidatos
| Partido | Partido                                               | Votos populares | Votos populares | Votos populares | Vagas Perdidas |
| Partido | Partido                                               | Votos           | %               | ±               | Vagas Perdidas |
| ------- | ----------------------------------------------------- | --------------- | --------------- | --------------- | -------------- |
|         | Partido Popular Socialista (PPS)                      | 18.508          | 2,69%           | −1,29%          | 1              |
|         | Partido Comunista do Brasil (PC do B)                 | 15.873          | 2,30%           | −6,47%          | 2              |
|         | Partido Verde (PV)                                    | 7.540           | 1,09%           | −0,24%          | 0              |
|         | Partido Social Cristão (PSC)                          | 7.142           | 1,04%           | +0,84%          | 0              |
|         | Partido Ecológico Nacional (PEN)                      | 7.135           | 1,04%           | +1,04%          | 0              |
|         | Partido da Mobilização Nacional (PMN)                 | 2.224           | 0,32%           | +0,12%          | 0              |
|         | Partido Social Liberal (PSL)                          | 1.904           | 0,28%           | −0,04%          | 0              |
|         | Partido Humanista da Solidariedade (PHS)              | 1.789           | 0,26%           | +0,12%          | 0              |
|         | Partido Pátria Livre (PPL)                            | 1.467           | 0,21%           | −0,16%          | 0              |
|         | Partido Socialista dos Trabalhadores Unificado (PSTU) | 1.321           | 0,19%           | −0,79%          | 0              |
|         | Partido Trabalhista do Brasil (PT do B)               | 1.210           | 0,18%           | +0,18%          | 0              |
|         | Partido Social Democrata Cristão (PSDC)               | 941             | 0,14%           | +0,09%          | 0              |
|         | Partido Renovador Trabalhista Brasileiro (PRTB)       | 881             | 0,13%           | −0,16%          | 0              |
|         | Partido Comunista Brasileiro (PCB)                    | 520             | 0,08%           | −0,02%          | 0              |
|         | Partido Trabalhista Nacional (PTN)                    | 199             | 0,03%           | +0,03%          | 0              |
|         | Partido Trabalhista Cristão (PTC)                     | 112             | 0,02%           | +0,01%          | 0              |
|         | Partido da Mulher Brasileira (PMB)                    | 102             | 0,01%           | +0,01%          | 0              |

#### Candidatos Não-Eleitos com 10% doQuociente Eleitoral
| Partido | Partido | Candidato | Candidato               | Votos populares | Votos populares |
| Partido | Partido | Número    | Nome                    | Votos           | %               |
| ------- | ------- | --------- | ----------------------- | --------------- | --------------- |
|         | NOVO    | 30030     | Lino Zinn               | 5.230           | 0,76%           |
|         | PMDB    | 15800     | Lourdes Sprenger        | 4.931           | 0,72%           |
|         | PSDB    | 45900     | Moises Barboza          | 4.428           | 0,64%           |
|         | PDT     | 12035     | Delegado Cleiton        | 4.108           | 0,60%           |
|         | PTB     | 14555     | Rafão Oliveira          | 4.094           | 0,59%           |
|         | PP      | 11500     | Matheus Ayres           | 4.076           | 0,59%           |
|         | PMDB    | 15686     | Pablo Melo              | 3.997           | 0,58%           |
|         | PTB     | 14444     | Mario Manfro            | 3.927           | 0,57%           |
|         | PP      | 11011     | Fê Jardim               | 3.756           | 0,55%           |
|         | PC do B | 65165     | Jussara Cony            | 3.698           | 0,54%           |
|         | PMDB    | 15600     | Bibo Nunes              | 3.489           | 0,51%           |
|         | PMDB    | 15737     | Camila Marchetti        | 3.355           | 0,49%           |
|         | REDE    | 18999     | Professor Tovi          | 3.235           | 0,47%           |
|         | PSB     | 40122     | Letícia Soares          | 3.195           | 0,46%           |
|         | PTB     | 14000     | Filipe Tisbierek        | 3.163           | 0,46%           |
|         | PSB     | 40040     | Lurdes da Lomba         | 3.154           | 0,46%           |
|         | PT      | 13013     | Comassetto              | 3.136           | 0,46%           |
|         | PDT     | 12601     | Sonia d'Avila           | 3.108           | 0,45%           |
|         | PMDB    | 15100     | Roni Casa da Sopa       | 2.976           | 0,43%           |
|         | PT      | 13007     | Leonel Radde            | 2.924           | 0,42%           |
|         | PSB     | 40123     | Séfora Mota             | 2.900           | 0,42%           |
|         | DEM     | 25677     | Claudio Conceicão       | 2.887           | 0,42%           |
|         | PSC     | 20200     | Pastor Hamilton         | 2.841           | 0,41%           |
|         | PPS     | 23723     | Gilson Padeiro          | 2.827           | 0,41%           |
|         | PDT     | 12044     | Kenny Braga             | 2.724           | 0,40%           |
|         | PP      | 11234     | Tarso Boelter           | 2.657           | 0,39%           |
|         | PSOL    | 50394     | Karen Santos            | 2.642           | 0,38%           |
|         | PMDB    | 15555     | Dr. Raul Fraga          | 2.596           | 0,38%           |
|         | PMDB    | 15915     | Paulo Marques           | 2.576           | 0,37%           |
|         | SD      | 77497     | Giovane Byl             | 2.551           | 0,37%           |
|         | PTB     | 14979     | Cirilo Faé              | 2.541           | 0,37%           |
|         | SD      | 77077     | Vilmar Beleza           | 2.519           | 0,37%           |
|         | PMDB    | 15777     | Rafael Paganini         | 2.512           | 0,36%           |
|         | PTB     | 14118     | Brasinha                | 2.502           | 0,36%           |
|         | PDT     | 12323     | Luiza Neves             | 2.498           | 0,36%           |
|         | PSD     | 55123     | Tessaro                 | 2.447           | 0,36%           |
|         | PC do B | 65656     | Titi Alvares            | 2.436           | 0,35%           |
|         | PSOL    | 50555     | Dr. Marcelo Rocha       | 2.398           | 0,35%           |
|         | PT      | 13600     | Ariane Leitão           | 2.294           | 0,33%           |
|         | DEM     | 25005     | Dinho do Grêmio         | 2.280           | 0,33%           |
|         | PSDB    | 45000     | Alvaro                  | 2.252           | 0,33%           |
|         | REDE    | 18100     | Seu Armando da Farmácia | 2.182           | 0,32%           |
|         | PSB     | 40190     | Ten Cel Vieira          | 2.123           | 0,31%           |
|         | PT      | 13300     | Laura Sito              | 2.090           | 0,30%           |
|         | PSB     | 40777     | Giselle Hubbe           | 2.082           | 0,30%           |
|         | PSD     | 55777     | Claudia Araujo          | 2.078           | 0,30%           |
|         | PT      | 13021     | Dorley                  | 2.050           | 0,30%           |
|         | PT      | 13500     | Margarete Moraes        | 2.011           | 0,29%           |
|         | PTB     | 14614     | Dj Cassiá               | 1.988           | 0,29%           |
|         | PMDB    | 15666     | Luiz Braz               | 1.955           | 0,28%           |
|         | PP      | 11010     | Jorge Cuty              | 1.949           | 0,28%           |

#### Resumo Geral
| Tipo de votos válidos   | Tipo de votos válidos   | Tipo de votos válidos |
| ----------------------- | ----------------------- | --------------------- |
| Votos nominais          | 89,71%                  | 618.145               |
| Votos em legenda        | 10,29%                  | 70.929                |
| Total de votos válidos  | Total de votos válidos  | 689.074               |
| Votos apurados          |                         |                       |
| Votos válidos           | 80,95%                  | 689.074               |
| Votos em branco         | 10,14%                  | 86.280                |
| Votos nulos             | 8,92%                   | 75.923                |
| Total de votos apurados | Total de votos apurados | 851.277               |
| Eleitores               |                         |                       |
| Comparecimento          | 77,49%                  | 851.277               |
| Abstenções              | 22,51%                  | 247.223               |
| Total de eleitores      | Total de eleitores      | 1.098.500             |

## Rendimento financeiro-eleitoral

### Eleição para prefeito
| Candidato a prefeito | Candidato a prefeito           | Candidato a vice                | Total de recursos recebidos | Rendimento Eleitoral | Eficiência Eleitoral |
| -------------------- | ------------------------------ | ------------------------------- | --------------------------- | -------------------- | -------------------- |
|                      | Fábio Ostermann (PSL)          | Alexis Oleksiuk Efremides (PSL) | R$ 0 230 600,00             | R$ 28,86/voto        | R$ 232 929,29/%      |
|                      | João Carlos Rodrigues (PMN)    | Rafael Gusmão (PMN)             | R$ 0 003 000,00             | R$ 02,44/voto        | R$ 017 647,06/%      |
|                      | Júlio Flores (PSTU)            | Vera Rosane de Oliveira (PSTU)  | R$ 0 015 378,85             | R$ 06,02/voto        | R$ 042 719,03/%      |
|                      | Luciana Genro (PSOL)           | Pedro Luiz Fagundes Ruas (PSOL) | R$ 0 411 973,13             | R$ 04,77/voto        | R$ 034 160,29/%      |
|                      | Marcelo Chiodo (PV)            | Eduardo Bochi (PV)              | R$ 0 009 060,00             | R$ 02,09/voto        | R$ 015 100,00/%      |
|                      | Maurício Dziedricki (PTB)      | Arlindo Bonete Pereira (PR)     | R$ 0 708 658,63             | R$ 07,34/voto        | R$ 051 802,53/%      |
|                      | Nelson Marchezan Júnior (PSDB) | Gustavo Bohrer Paim (PP)        | R$ 3 502 103,88             | R$ 15,12/voto        | R$ 117 362,73/%      |
|                      | Raul Pont (PT)                 | Silvana Brazeiro Conti (PCdoB)  | R$ 0 929 393,95             | R$ 07,93/voto        | R$ 056 774,22/%      |
|                      | Sebastião Melo (PMDB)          | Juliana Brizola (PDT)           | R$ 1 886 120,00             | R$ 10,16/voto        | R$ 072 738,91/%      |